# 見上げてごらん夜の星を (フォーリーブスのアルバム)
『見上げてごらん夜の星を』（みあげてごらんよるのほしを）は、1973年7月21日に発売された、フォーリーブスの6枚目のサウンドトラックである。

## 概要
結成7周年記念盤。
南沙織、スーパーエイジス、フジシマ ジュリー、宇治かほるとの共演盤。4チャンネルサウンド。特大ポスター付き

## 収録曲
全作詞：永六輔/全作曲：いずみたく/全編曲：大柿隆

### A面
1. オーバチュア
2. 見上げてごらん夜の星を
3. チャチャチャで勉強
4. どうしてなの -おりも政夫、フジシマ ジュリー
5. 夜空の星 -おりも政夫、南沙織
6. 帰っておいでふるさとへ -宇治かほる
7. サンデー・サンデー・サンデー
  - 作品コード:011-0254-1

### B面
1. 親不孝かもしれないけれど -おりも政夫
  - 作品コード:011-0267-2
2. 恋しなさい息子達よ -フォーリーブス、宇治かほる、フジシマ ジュリー
すべてを捧げる時 -南沙織
3. 道を作ろう -おりも政夫、北公次
4. メドレー
  1. すべてを捧げる時 （歌：おりも政夫）
  2. 夜空の星 （歌：おりも政夫、南沙織）
  3. 見上げてごらん夜の星を （歌：フォーリーブス、スーパーエイジス）

### CD
1. オーバチュア
2. 見上げてごらん夜の星を
3. チャチャチャで勉強
4. どうしてなの
5. 夜空の星
6. 帰っておいでふるさとへ
7. サンデー・サンデー・サンデー
8. 親不孝かもしれないけれど
9. 恋しなさい息子達よ
10. すべてを捧げる時
11. 道を作ろう
12. メドレー